# Liste des dirigeants actuels des gouvernorats syriens
 (août 2023).
Cette page dresse la liste des dirigeants (gouverneurs) actuels des 14 gouvernorats de la Syrie.

## Gouverneurs
| Gouvernorat                  | Nom                            | Depuis (le)    |
| ---------------------------- | ------------------------------ | -------------- |
| Alep                         | Hussein Ahmad Diab             | Septembre 2016 |
| Damas                        | Mohammed Bichr el-Sabban       | 2004/2006      |
| Damas-Campagne (Rif Dimashq) | Alaa Munir Ibrahim             | Juillet 2016   |
| Deraa                        | Mohammad Khaled al-Hanousse    | 4 avril 2011   |
| Deir ez-Zor                  | Ghassan Ahmad Lutfi al-Qanatri | Novembre 2013  |
| Hama                         | Mohammad Abdullah Hazzouri     | Novembre 2016  |
| Hassaké                      | Jayez al-Hammoud al-Moussa     | Octobre 2016   |
| Homs                         | Talal Barazi                   | 2013/2014      |
| Idlib                        | Yasser Chouffi                 | Octobre 2011   |
| Kouneïtra                    | Khalil Machhadia               | 2009/2011      |
| Lattaquié                    | Suleiman Mohammad al-Naser     | Novembre 2013  |
| Racca                        | Hassan Jalali                  | Septembre 2012 |
| Soueïda                      | Amer Ibrahim el-Echi           | Juillet 2016   |
| Tartous                      | Nizar Ismael Mousa             | Novembre 2013  |

## Note(s)
1. ↑  Capturé par la rébellion en mars 2013.

## Lien(s) externe(s)
- Nouveau gouverneur de Racca
- (en) « Governors of Deir Ezzor, Tartous, Lattakia, Hasaka and Homs Sworn in before President a-Assad »